# マティアス・ツールブリッゲン

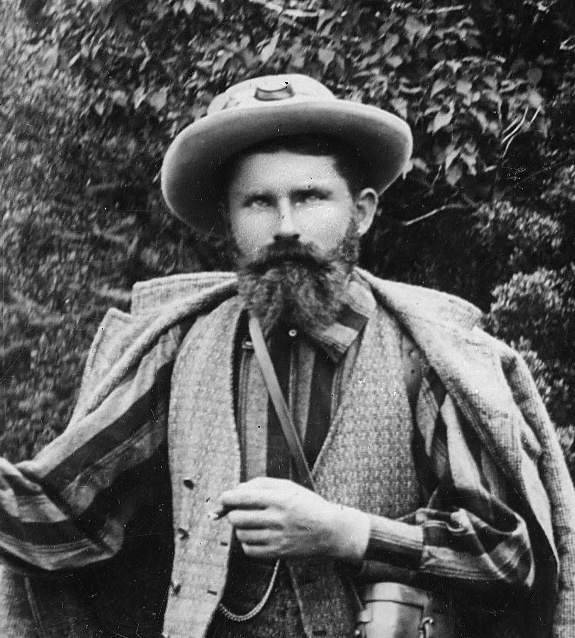
マティアス・ツールブリッゲン

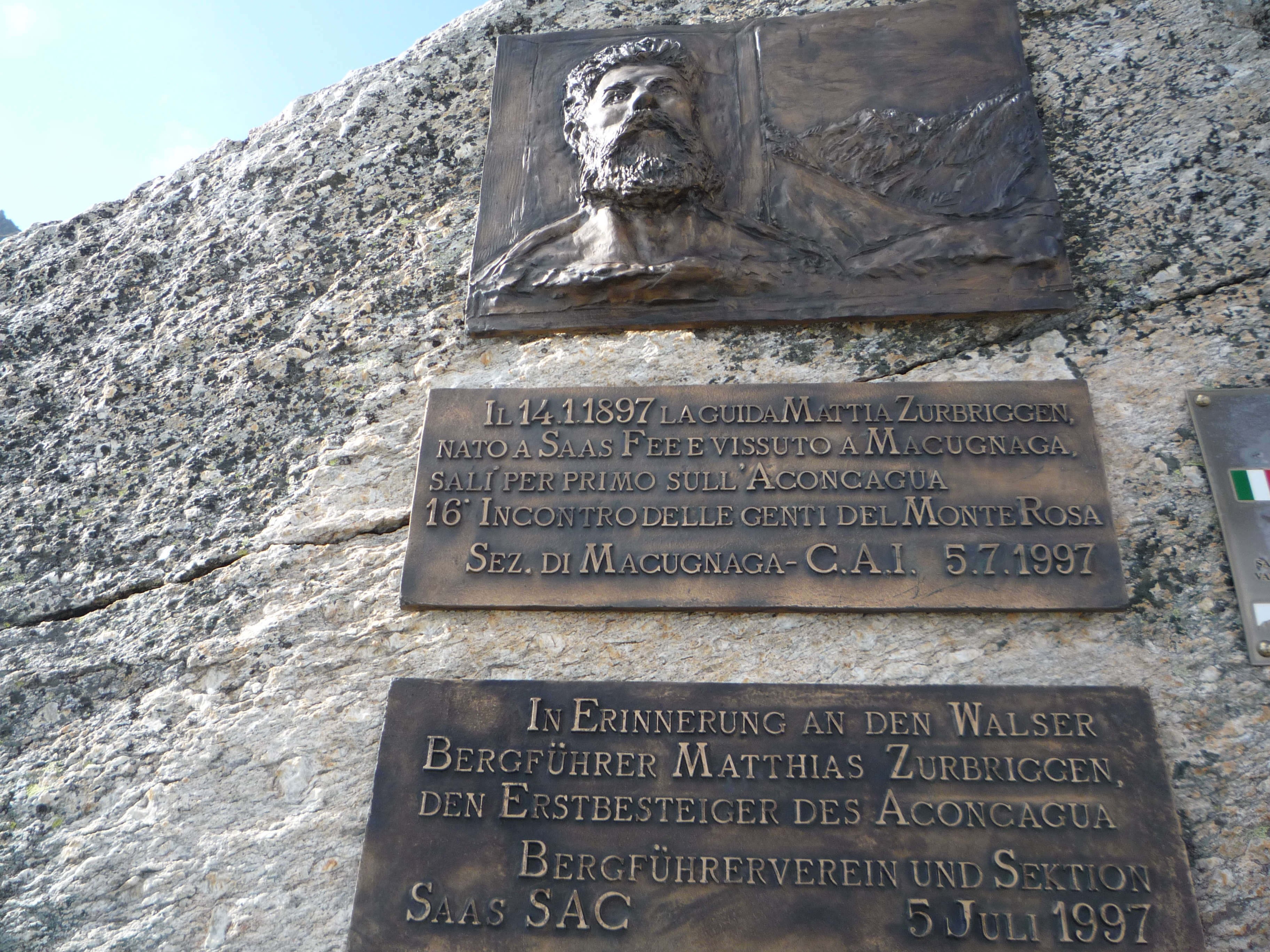
モンテ・モーロ峠(スイス)

マティアス・ツールブリッゲン（Matthias Zurbriggen、1856年5月15日 - 1917年6月21日）はスイスの登山家。ザースフェー出身。19世紀の偉大な登山家の1人である。
アルプスを始め南アメリカ、ヒマラヤ、ニュージーランドの山にも登った。かなりの数の初登頂を行ったが、最も知られているのは南北アメリカの最高峰アコンカグアの初登頂であり、エドワード・フィッツジェラルドに率いられた探検の間の1897年1月14日に1人で登頂した。同探検中にはイギリス人のステュアート・バインズ（Stuart Vines）とともにトゥプンガート山の初登頂も行っている。
ニュージーランドのアオラキ/マウント・クックにあるツールブリッゲンリッジは彼の名前にちなむ。1895年3月14日、ツールブリッゲンがこの尾根を初登頂し、その過程でこの山の2番目の登頂と初の単独登頂を行った。マウント・クックの初登頂を逃した。マウント・クックの初登頂は初登頂が外国人に達成されることを防ぐことを決定したニュージーランド人のパーティーにより1894年のクリスマスに達成されている。
その後の人生では財産が減少した。経済的困窮とアルコール依存症に悩まされ、最後の10年間は母国で浮浪者として過ごし、1917年ジェノバの病院で自殺した。